# Cristo Rey (película)
Cristo Rey es una película de drama romántico y acción coproducido entre República Dominicana, Francia y Haití de 2013 escrita y dirigida por Leticia Tonos. Se proyectó en la sección Contemporary World Cinema en el Festival Internacional de Cine de Toronto de 2013. Fue seleccionada como la entrada dominicana a la Mejor Película en Lengua Extranjera en la 87.ª edición de los Premios Óscar, pero no fue nominada.

## Sinopsis
Haitianos y dominicanos viven en los barrios marginales de Santo Domingo, donde los dos grupos se enfrentan violentamente en un clima político y social turbulento. Janvier y Rudy son medios hermanos que luchan por el amor de la misma mujer. Debido a sus raíces haitianas, Janvier es reclutado por la banda de narcotraficantes que gobierna el barrio de Cristo Rey. Se le asigna el trabajo de cuidar a la hermana del líder de la pandilla, Jocelyn. Rudy, quien es dominicano, solía tener una relación con Jocelyn y no puede soportar la idea de que Janvier pase tiempo con ella. Se decide a recuperarla, sin importar el costo. Jocelyn y Janvier terminan enamorándose y deben idear un plan para escapar de Cristo Rey, donde no parece posible un futuro para los dos.

## Reparto
- Akari Endo
- Yasser Michelén
- James Saintil